# Piotr Wrochem
Piotr Wrochem (XVI w.) – pan na Tarnowicach.

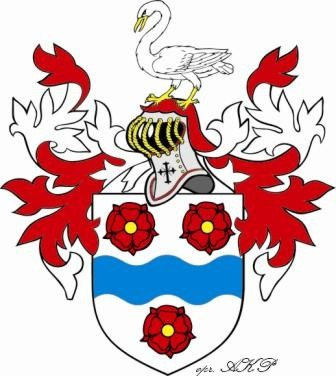
Herb rodu von Wrochem

Umowa zawarta przez księcia opolskiego Jana II Dobrego z Piotrem Wrochemem umożliwiła powstanie na polach należących m.in. do niego miasta Tarnowskie Góry. Piotr Wrochem prawdopodobnie był także inicjatorem budowy nowego, renesansowego zamku. Współcześnie róża z herbu Wrochemów znajduje się w ustanowionym latem 2002 roku herbie powiatu tarnogórskiego.

## Życie i działalność
Nie wiadomo jak mieli na imię rodzice Piotra, ani gdzie i kiedy się on urodził. W monografii Tarnowskich Gór z 2000 roku autorzy zebrali wszelkie dotychczas opublikowane o nim wiadomości: "...w 1525 roku tenże książę [ opolski Jan II Dobry ] prowadził rozmowy z właścicielem wsi Tarnowice – szlachcicem Piotrem Wrochemem, dotyczące udostępnienia gruntów pod zabudowę miejską i kopalnianą. Ale sfinalizowane one zostały dopiero trzy lata później. Zawarta w 1528 roku ugoda gwarantowała Wrochemowi czwartą część od każdej dziesiątej niecki ołowiu wydobytej na jego terenie i 35 złotych reńskich rocznie za dzierżawę gruntów na czas trwania wydobycia kruszcu. Rok później właściciel wsi Tarnowice zrzekł się praw do tej części wsi, na której lokowano nowe miasto, za cenę jednej trzeciej z niektórych dochodów miejskich...". Nieco dalej można jeszcze przeczytać w tejże monografii: "...Zgodnie z umową zawartą w 1529 roku między Janem Opolskim a właścicielem Starych Tarnowic Piotrem Wrochemem, w zamian za otrzymywane od księcia odszkodowanie z tytułu prawa własności, wynoszące rocznie 45 florenów, szlachcic tarnowicki zobowiązał się sprzedawać górnikom drewno z jego lasów "za słuszną cenę", zezwalać im na swobodny przejazd i zamieszkiwanie na terenie jego posiadłości, udostępniać wody oraz teren do zakładania płuczek, hut i prażalni rud..."
W 1537 roku podobną umowę zawarł z Piotrem Wrochemem książę karniowski margrabia Jerzy von Ansbach.
Gdy w 1541 roku Tarnowskie Góry uzyskały po długich staraniach udział w zyskach z wag miejskich (ważono na nich urobek z kopalni, a uzyskane sumy pieniędzy były niemałe) zastrzeżono, że 2/3 dochodu z wag ma być dzielone między Wrochema i właścicieli ziemi bytomskiej.
Powszechnie przyjmuje się, że Piotr był inicjatorem budowy zamku w Tarnowicach. Renesansowy styl i fakt, że to właśnie Piotr był panem wsi na pocz. XVI wieku pozwala przypuszczać, że tak w istocie było.
Niestety nie wiadomo gdzie i kiedy zmarł Piotr Wrochem. W archiwum parafialnym tarnowickiego kościoła pw. św. Marcina – którego Piotr Wrochem był kolatorem – najstarsze księgi chrztów, ślubów i zgonów pochodzą z ostatnich lat XVII wieku a w sąsiednich Reptach – osada ta należała także do Wrochemów – w parafii pw. św. Mikołaja z połowy XVIII wieku.

## Literatura
- Historia Tarnowskich Gór, pod red. prof. Jana Drabiny, Tarnowskie Góry 2000
- A. Kuzio-Podrucki, P. Nadolski, D. Woźnicki, Herbarz Bytomski, Radzionków 2003
- Familiengeschichte des Geschlechts von Wrochem, Ratibor 1908, Berlin 1912 i 1915.